# Солнечная комбисистема
Солнечная комбинированная система — система, которая обеспечивает подогрев и охлаждение пространства за счет солнечной энергии. Также предназначена для получения горячей воды из солнечных тепловых коллекторов. Коллекторы зачастую работают со вспомогательным тепловым источником, который не является источником солнечного тепла.

## История возникновения и конструктивные особенности
По размеру солнечные комбинированные системы зависят от количества обслуживаемых объектов. Они могут быть установлены, как отдельный блок или представлять собою систему центрального солнечного отопления. В 1997 году в рамках международного исследования были определены более 20 типов солнечных комбинированных систем. Ранее до 1990-х годов такие системы проектировались на заказ для каждого отдельного объекта. С тех пор популярны коммерческие пакеты.
Солнечная комбинированная система, в зависимости от своего размера, может внести 60%-й вклад в отопление помещений. Если используется межсезонный тепловой накопитель или концентрируется в месте установки солнечное тепло, то система может обогреть помещение на 100 %. Оставшаяся потребность в тепле обеспечивается одним или несколькими вспомогательными источниками для поддержания теплоснабжения после исчерпания нагретой солнцем воды. Вспомогательные источники тепла могут использовать другие возобновляемые источники энергии.

## Классификация
Солнечные комбисистемы можно классифицировать по двум признакам:
- По способу сохранения тепла (или холода).
- По способу управления вспомогательным тепловым источником.

Основной задачей является поддержание эффекта стратификации (расслоения) — изменение температуры воды от более низкой в нижней части резервуара до более высокой в его верхней части. Поддержание эффекта необходимо для того, чтобы комбинированная система могла подавать горячую или холодную воду, а также нагревать и охлаждать пространство при различных температурах.
Тип комбинированных солнечных систем зависит от способа получения и сохранения тепла. В таблице представлена классификация и описание каждого типа.
| Тип | Описание |
| --- | --- |
| А   | Отсутствует управляемое устройство для обогрева и/или охлаждения пространства |
| B   | Управление обогревом и охлаждением, а также усиление стратификации с помощью нескольких резервуаров и/или нескольких впускных/выпускных труб и/или трех — или четырехходовых клапанов для регулирования потока через впускные / выпускные трубы.                                        |
| C   | Управление обогревом и охлаждением с использованием естественной конвекции в резервуарах для сохранения и/или поддержания стратификации между ними в определенной степени. |
| D   | Управление обогревом и охлаждением с использованием естественной конвекции в резервуарах и встроенных стратификационных устройствах. |
| B/D | Управление обогревом и охлаждением путем естественной конвекции в резервуарах и встроенных стратификаторах, а также в нескольких резервуарах и/или нескольких впускных/выпускных трубах и/или трех — или четырехходовых клапанах для управления потоком через впускные/выпускные трубы. |

| Тип                        | Описание |
| -------------------------- | --- |
| M (смешанный режим)        | Обогрев помещения происходит одновременно солнечным и автономным теплом                                                                                              |
| P (параллельный режим)     | Обогрев помещения происходит попеременно то водой, нагретой солнечной энергией, то вспомогательным источником тепла                                                  |
| S (последовательный режим) | Обогрев помещения происходит последовательно то водой, нагретой солнечной энергией, то вспомогательным источником тепла на обратной линии контура обогрева помещения |

В рамках всех типов комбинированная система может быть сконфигурирована различными способами.

## Технология систем
В солнечных комбисистемах используются технологии, аналогичные солнечного горячего водоснабжения и регулярного централизованного отопления и подогрева полов. А также технологии микрогенерации.
Уникальность комби систем заключается в объединении технологий в системах управления, используемых для интеграции, а также в системах, используемых стратификационную технологию.